# De Tatta's 2
De Tatta's 2 is een Nederlandse filmkomedie uit 2023. De film is een vervolg op De Tatta's uit 2022. De film wordt geregisseerd door Jamel Aattache en is geschreven door Donny Singh. 

## Rolverdeling
- Leo Alkemade als Erik van Kampen
- Leonie ter Braak als Laura van Kampen
- Sterre Koning als Jessica van Kampen
- Sem van der Horst als Daan van Kampen
- John Buijsman als Richard
- Oussama Ahammoud als Ilias
- Sinan Eroglu als Volkan
- Ismaël Laglag als Pizza
- Omar Ahaddaf als Mozes
- Donny Singh als Satish Kumar
- Vonneke Bonneke als Beauty
- Roosmarijn Wind als Trisha
- Yassin Dardour als Hamza
- Genesis Akesson als Jayden
- Jaouad Dikri als Ali
- Hassan Slaby als Hassan
- Rarko als Nelson
- Janice Blok als Marleen
- Margôt Ros als Marloes Bleekmans
- Sander Slagter als Kevin
- Jeroen Rienks als zwerver Paul Jansen
- Izzle als Furkan
- Hatip Cengiz als Hakan
- Irfan Dama als Erkan
- Maisam Benali als Laila
- Sheetal Kalicharan als Maya
- Faye Kimmijser als Alisha
- Kamal Keur als Nani
- Leona Philippo als Ishana
- Luuk Ornstein als Wim
- Rachida Iaallala als Noor
- Mahjoub Benmoussa als Rayan
- Thomas Brok als John
- Daniël Lowe als Griffin
- Jan van Overeem als arts

## Achtergrond
De film werd geregisseerd en geproduceerd door Jamel Aattache, voor de productie werd hij bijgestaan door producent Paul Ruven. De opnames van de film zijn begin mei 2023 van start gegaan. De film is een vervolg op de film De Tatta's uit 2022; voor de film keerde een groot deel van de acteurs terug om hun rol te hernemen, waaronder Leo Alkemade, Leonie ter Braak, Sterre Koning en Sem van der Horst. Daarnaast werden er ook nieuwe rollen toegevoegd voor andere acteurs, waaronder voor Margôt Ros, Leona Philippo en Thomas Brok.
De Tatta's 2 ging op 14 december 2023 in première. Binnen een week tijd, op 21 december 2023, werd de film bekroond met een Gouden Film voor het behalen van 100.000 bezoekers. Een kleine maand na de première, op 9 januari 2024, werd de film bekroond met een Platina Film voor het behalen van 400.000 bezoekers.